# Oleksandr Svatok
Oleksandr Svatok (Kamianské, 27 de septiembre de 1994) es un futbolista ucraniano que juega en la demarcación de defensa para el Austin F. C. de la Major League Soccer.

## Selección nacional
Tras jugar en varias categorías inferiores de la selección, finalmente hizo su debut con la selección de fútbol de Ucrania en un partido de clasificación para la Eurocopa 2024 contra Inglaterra que finalizó con un resultado de 2-0 tras los goles de Harry Kane y Bukayo Saka.

### Participaciones en Eurocopas
| Copa          | Sede     | Resultado    | Partidos | Goles |
| ------------- | -------- | ------------ | -------- | ----- |
| Eurocopa 2024 | Alemania | Primera fase | 1        | 0     |

## Clubes
| Club                    | País           | Año       | Partidos | Goles |
| ----------------------- | -------------- | --------- | -------- | ----- |
| FC Dnipro               | Ucrania        | 2013-2014 | 1        | 0     |
| FC Volyn Lutsk (cedido) | Ucrania        | 2014      | 6        | 0     |
| FC Dnipro               | Ucrania        | 2014-2017 | 46       | 0     |
| FC Zorya Luhansk        | Ucrania        | 2017-2018 | 53       | 2     |
| HNK Hajduk Split        | Croacia        | 2019      | 19       | 0     |
| SC Dnipro-1             | Ucrania        | 2020-2024 | 109      | 3     |
| Austin F. C.            | Estados Unidos | 2024-     | 9        | 0     |